# Ejecutor (personaje)
El Ejecutor o Verdugo (alias de Skurge) fue un villano de Marvel Comics, si bien este no está basado en ninguna figura de la mitología nórdica. Skurge se enamoró de la Encantadora y fue utilizada con frecuencia en esquemas de ella y del dios tramposo Loki. Él fue un antagonista de Thor y otros héroes del universo Marvel durante mucho tiempo y fue miembro de los Maestros del Mal originales. Finalmente, se unió a los héroes de Asgard en una misión a Hel, donde sacrificó su hacha para destruir a Naglfar, el barco de los muertos, y retrasó a Ragnarok, y sacrificó su vida para mantener el puente en Gjallarbrú, para que los héroes pudieran escapar de las fuerzas de Hel. Después de un tiempo atrapado en Hel, se unió a los muertos honrados en Valhalla.
El alias es también utilizado por Daniel DuBois, hijo de Zelda DuBois, también conocida como Princesa Pitón.
Karl Urban retrata a Skurge en la película de Marvel Cinematic Universe, Thor: Ragnarok (2017).

## Historial de publicaciones
El Ejecutor apareció por primera vez en Journey into Mystery # 103 (abril de 1964), y fue creado por Stan Lee y Jack Kirby.

## Historia

### Skurge
Skurge nació en Jotunheim, y más tarde se convirtió en un guerrero, ganando el nombre de Verdugo después de luchar en una guerra contra los gigantes de la Tormenta. Skurge siempre ha tenido sentimientos hacia Amora, la Encantadora, y regularmente la ayuda en varios planes malvados para obtener el control de Asgard. Sin embargo, la Encantadora solo lo manipula, usando sus encantos para mantener a Skurge bajo su esclavitud. Loki, el dios tramposo, también ha usado Skurge muchas veces.
Apareció por primera vez, aliado con la Encantadora para luchar contra Thor a instancias de Loki. Exilio a Jane Foster, a otra dimensión e intenta conseguir que Thor le entregue su martillo a cambio de Jane. Thor está de acuerdo con esto, pero cuando la Encantadora convierte a Skurge en un árbol para traer de vuelta a Foster, libera a Thor del trato, y Thor los devuelve a Asgard. Más tarde, Encantadora y Skurge fueron juzgados por Odín, quién los desterró a la Tierra casi sin poderes. Allí se aliaron con el Barón Zemo y formaron la segunda alineación de los Amos del Mal, y luchan contra los Vengadores. El Verdugo se disfraza como un exayudante de Zemo, y lleva al Capitán América al reino de Zemo, mientras que la Encantadora usa sus poderes para hacer que Thor se enfrente a los Vengadores. Más tarde, el Verdugo ayuda a Zemo a escapar del Capitán América al noquearlo. Skurge se quedó con los Amos del Mal de Zemo durante algún tiempo. Los Maestros del Mal crearon el Hombre Maravilla, que estaba destinado a engañar y destruir a los Vengadores. Cuando el Ejecutor fue derrotado por Hombre Maravilla probando su poder, le preocupaba controlarlo, aunque Zemo reveló que Hombre Maravilla moriría en una semana a menos que se le administrara un antídoto. Regodeándose Skurge fue ridiculizado por Hombre Maravilla, a quien no le gustaba la necesidad de engaño y engaño. El plan del grupo para matar a los Vengadores fue frustrado por Hombre Maravilla, y Skurge y sus aliados fueron derrotados.
El Verdugo amenazó a Jane Foster y luchó contra Balder como cualquier aliado de Loki. Luego fue uno de la legión de villanos reunidos por el Doctor Muerte para destruir a los Cuatro Fantásticos usando una máquina de control mental, pero debido a Mr Fantástico todos los villanos borraron su recuerdo de este evento.
Además de la Encantadora, Skurge intentó establecer un imperio mediante la conquista de una futura Tierra alterna del siglo 25. Luchó contra Hulk después de que fue transportado accidentalmente allí.
Se reunió con la Encantadora y se unió al intento de conquista del Mandarín con otros cuatro villanos después de ser llevado a su base por la tecnología de teletransportación. Atacó al subcontinente asiático con un ejército de troles debido a los valiosos diamantes que estaban allí, y luchó contra Hércules en otra dimensión con la que los había transportado con su hacha, pero fue golpeado y arrojado a un gigante que la Encantadora había creado para derrotarlo, la Bruja Escarlata, destruyéndola.
Luego dirigió una invasión trol de Asgard. Odín lo desterró al reino de Casiolena. Skurge abandonó a la Hechicera para convertirse en el cogobernante de Casiolena. Dirigió las fuerzas de Casiolena contra los Defensores, y reanudó su alianza con la Encantadora.
Skurge atacó al Dr. Strange junto a Encantadora, pero fueron derrotados. Más tarde luchó contra los Defensores y la Mole como el aliado de la Encantadora.
Skurge encabezó un asalto a Asgard y luchó contra Balder de nuevo. Con la Encantadora, él sirve como el lugarteniente de Loki durante su breve gobierno de Asgard. Con la Encantadora, se unió a las fuerzas de Asgard contra las legiones del demonio de fuego más poderoso Surtur.
Una vez que Amora, la Encantadora, puso sus miras en Heimdall como posible amante, Skurge buscó aliviar las heridas de su corazón en la batalla, uniéndose a Thor, Balder y Einherjar en una misión de rescate en Hel. Un grupo de almas pertenecientes a humanos vivientes había sido atrapado allí por Malekith el Maldito, y Hela se había negado a permitirles regresar a Midgard (Tierra). A pesar de las dudas iniciales, Thor permitió que Skurge acompañara al grupo. Skurge es tentado por la aparición de Amora, quien afirma que Heimdall la había matado. Esto no fue Amora, sino Mordonna, una hechicera que cambia de forma al servicio de Hela. El disfraz se revela cuando Skurge decide confiar en Balder más que los deseos de su propio corazón. Hela aparta a Mordonna antes de que Skurge pueda vengarse.
Naglfar, el barco de los muertos, está a punto de zarpar, y Hela le promete a Skurge un lugar de honor junto a ella en la batalla de Ragnarok. Enfurecido por la manipulación, Skurge destruye la nave con su hacha, anticipándose al final de los días. El grupo es perseguido fuera de Hel, y en el puente Gjallerbru, Thor jura sostener el puente tanto como pueda para que las almas de los mortales puedan alcanzar la libertad. Buscando la redención por una vida desperdiciada, Skurge deja inconsciente a Thor, y le dice a Balder que tomará el lugar del dios del trueno. El último pedido de Skurge es pedirle a Balder que prometa que Thor y él beberán para la memoria de Skurge. Balder consiente, y él, los Einherjar y las almas mortales salen de Hel con el Thor inconsciente. Skurge defiende a Gjallerbru con los rifles M-16 que el Einherjar había traído de la Tierra para la expedición, y no deja pasar a ningún demonio. Una Hela impresionado le paga un tributo, diciendo: "Se quedó solo en Gjallerbru. Y esa respuesta es suficiente".
Después de su muerte, permanece en Hel hasta que Thor, actualmente maldecido por Hela para que sus huesos se vuelvan frágiles y nunca se cure mientras simultáneamente es inmortal, asume el control del Destructor y ataca el dominio de Hela. Skurge intenta usar la diplomacia para alcanzar el espíritu de Thor dentro de la armadura, pero es noqueado por Thor. Desconocido para todos, todo esto es parte del plan de Thor para obligarla a eliminar la maldición, lo que ella hace antes de que el dios del trueno pueda destruir a Hel. Después, Skurge le dice a Thor que supuso que Thor estaba realmente en control cuando el Destructor le perdonó la vida en lugar de matarlo. Thor le pregunta a Skurge si hay algo que él pueda hacer, y Skurge le recuerda a Thor su promesa de tomar una copa en su nombre como lo habían prometido. Reconociendo que el honor y el coraje de Skurge pertenecían a un lugar mejor, Hela le permite abandonar su reino y lo libera a Valhalla. Se dice que Thor y Balder beben muchos tragos a nombre de Skurge.
Una vez allí, su espíritu fue convocado desde Valhalla por el Gran Maestro como miembro de la Legión de la Unliving, y se enfrentó a Thor. Su espíritu fue liberado de la prisión de Hela, cuando llevó a la otra, escapó de Einherjar para unirse a un asalto a las fuerzas de Hela por Asgardianos y Nuevos Mutantes. Se ganó para sí un lugar en el Valhalla, el lugar de Asgard para muertos honrados. Después de su muerte, la Encantadora se dio cuenta de que ella realmente tenía sentimientos por Ejecutor y lamentó su fallecimiento. El villano que viaja en el tiempo Zarkko el hombre del mañana, una vez lo sacó a él y otros ocho villanos de Timestream para luchar contra los Thor Corps, pero fue derrotado.
Una vez, Amora le dio el hacha del Verdugo a un hombre mortal llamado Brute Benhurst. Thor, creyéndolo Skurge (este segundo Verdugo llevaba una máscara), trató de no luchar contra él hasta que el Verdugo golpeó a Kevin Masterson (hijo de Eric Masterson). Thor reconoció haber golpeado a un chico como algo innoble que Skurge nunca haría, y derrotó al nuevo Skurge.
Más tarde, Odín recluta a Skurge para ayudar a Eric Masterson a luchar contra la influencia del Bloodaxe, la antigua arma que Skurge empuñaba.
Encantadora intenta atacar Yggdrasil con el fin de liberar a Skurge de Valhalla, pero al hacerlo, pone en peligro toda la realidad. Ella es detenida por Thor, Loki, Balder y quien la convence de que sus acciones están deshonrando la memoria de Skurge.

### Gang Locos
Skurge es un androide silencioso envuelto en una larga túnica y capucha y armado con un hacha. Sigue los mandatos de la Reina Roja y parece carecer de inteligencia real. Fue destruido bajo circunstancias desconocidas, pero había sido destruido y reparado antes.

### Daniel DuBois
Un personaje llamado El Ejecutor (Daniel DuBois) aparece en Dark Reign: Young Avengers. Se lo describe como "un vigilante urbano rico y organizado que caza y mata a la escoria criminal. Y le gusta lastimar a las mascotas". Más tarde se reveló que este Verdugo es el hijo de la Princesa Python, y conoce a Kate Bishop de la escuela, y es consciente de su identidad secreta, el conocimiento que usa para tratar de chantajear su camino en el equipo.
El Verdugo no tiene conocimiento de la identidad de su madre como Princesa Python, al menos hasta que realmente se lo señala. Sin embargo, es posible que simplemente negara este asunto, ya que Norman Osborn comenta que si su madre fuera la princesa Python, entonces le gustaría pensar que él sabría y Kate Bishop se da cuenta de inmediato de quién es al conocerla.

## Poderes y habilidades
Skurge poseía las sobrehumanas habilidades de un asgardiano típico masculino. Debido a su singular fisiología híbrido, con una media de Frost-gigante y medio Skornheimian pedigrí, la fuerza física, la resistencia y la durabilidad de Skurge eran considerablemente mayores que los de la media masculina Asgardiano. Poseía también la agudeza visual sobrehumana. Skurge era extremadamente de una larga vida, de envejecer a un ritmo mucho más lento que los seres humanos, aunque no realmente inmortal. Su cuerpo fue altamente resistente al daño físico, y él era inmune a las enfermedades terrestres, toxinas, y un poco de magia. En caso de lesión, piadosa de Skurge fuerza vital le permitiría recuperar con una velocidad sobrehumana. Skurge tenía habilidad en el combate cuerpo a cuerpo, y el dominio de la mayoría de las armas de Asgard. A menudo luchar blandiendo su gran encantado, hacha de guerra, de doble hoja que le permitió una serie de habilidades que incluyen el corte grietas en otras dimensiones y el control sobre el fuego y el hielo que podía proyectar a sus enemigos. Skurge también a veces llevaba un casco con cuernos inexpugnable encantada que cubría por completo la cabeza. En su primera aparición, Skurge demostró una visión de caza halcón superhumana, que le permitió encontrar a Jane Foster en una multitud.
El segundo, es un vigilante sin superpoderes.

## Otras versiones

### Tierra-238
El capitán Gran Bretaña fue enviado a una Tierra alternativa, conocida como Tierra-238, por Merlyn. Junto con Saturnyne, esperaba salvar a este mundo de la corrupción que lo amenazaba. En su lugar, se encontraron con Mad Jim Jaspers de Tierra-238, un lunático con la capacidad de deformar la realidad. Los Jaspers que servían eran la pandilla loca que incluía al Verdugo. Este grupo de superhumanos se basa en los personajes de Lewis Carroll, A través del espejo. El Capitán Bretaña y Saturnyne individualmente lograron escapar de esta Tierra y Jaspers y los Gang Locos incluido Ejecutor, fueron asesinados cuando Tierra-238 fue destruido por el sucesor de Saturnyne, Mandragon.

### JLA/Avengers
Verdugo es uno de los villanos cautivados por Krona para defender su fortaleza.

## En otros medios

### Televisión
- Skurge aparece en la parte de Mighty Thor de The Marvel Super Heroes.
- Skurge aparece en The Super Hero Squad Show, con la voz de Travis Willingham.[26] Debido a la situación del espectáculo para niños, también se refieren a él sólo como "Skurge". Debido al aplastamiento de Encantadora en Thor, ataca sólo para ser derrotado.
- Skurge aparece en The Avengers: Earth's Mightiest Heroes como un personaje recurrente. Nunca habla y es el fiel servidor de la Encantadora.
- Skurge aparece en la serie de Ultimate Spider-Man, nuevamente con la voz de Travis Willingham:
  - En la primera temporada, episodio 20, "Corre, Cerdo, Corre", él es el líder de los cazadores de Asgard que participa en Asgardsreia, donde terminan cazando Spider-Man (que se convirtió en un Spider-Ham por el perro caliente encantado de Loki). El equipo de Spider-Man y Thor tuvieron que proteger a Spider-Ham de los cazadores asgardianos. Después de que Spider-Ham vuelve a la normalidad al ponerse el sol y golpea a Loki, Skurge declaró que Spider-Man lo llevó a una cacería honorable a pesar de que era un cerdo. Mientras Loki escapa de un lobo volador jurando vengarse de Spider-Man, Skurge y sus cazadores abordan a sus lobos voladores y persiguen a Loki.
  - En la tercera temporada, episodio, "Concurso de Campeones, parte 1", El Gran Maestro envía a Skurge junto a Abominación y Escarabajo para capturar a Spider-Man para que pueda ser utilizado en su concurso contra el Coleccionista solo para que Spider-Man sea salvado por el Coleccionista. En el episodio "Concurso de Campeones, parte 4", Skurge junto al Doctor Octopus y Hombre Absorbente luchan contra Spider-Man y Coleccionista, luego de enfrentar al Capitán América y Hawkeye.
- Skurge aparece en la cuarta temporada de Avengers Assemble llamada Avengers: Secret Wars nuevamente por Travis Willingham. En los 2 episodios de "No Más Vengadores", él aparece como un miembro de la segunda encarnación de la Camarilla, que también consta de Líder, Encantadora, Arnim Zola y Kang el Conquistador en el momento cuando el Líder utiliza el prototipo del reactor ARK robado y el Vibranium del consulado de Wakanda para construir su expansor estático como parte de su plan para dispersar a los Vengadores a través del tiempo y el espacio. Además, Skurge tiene una mascota asgardiana, Dire Wolf. En el episodio, "La Cacería Más Peligrosa", Skurge tiene a Hulk en Asgard donde lo caza, y al llegar Pantera Negra, lo esposa con Hulk para cazarlos a la vez. Luego de calmar sus problemas, ellos dos se unen y derrotan a Skurge, donde ahora es cazado por los duendes Asgardianos.

### Cine
- Skurge hace una aparición en la película animada directa a video, Hulk vs Thor.
- Skurge será interpretado por Karl Urban en Thor: Ragnarok (2017).[27] En esta versión actuó como un reemplazo para Heimdall como el guardia del puente Bifrost y posee dos rifles M16 que adquirió de "Tex-ass". Él es reclutado por Hela y lo apodó como Ejecutor. Skurge luego se arrepiente de esto y huye a bordo de una nave que transporta a toda la población de Asgard. Cuando Hela atrapa la nave y su ejército de muertos vivientes comienza a subir a bordo, un Skurge arrepentido abre fuego con sus M16 para defenderlos. Al decir "Por Asgard", Skurge salta de la nave y se sacrifica para que la gente pueda vivir antes de que Hela lo mate. Pero todos los asgardianos honraron su muerte como un héroe caído.

### Videojuegos
- Verdugo aparece como un jefe en el videojuego Marvel: Ultimate Alliance, expresado por Peter Lurie.
- Aparece como jefe en el juego de Facebook Marvel: Avengers Alliance.
- Verdugo se puede jugar en Marvel: Future Fight.[28]